# Fußball-Club Bayern München II
Fußball-Club Bayern München II (Bayern Munich Amateure, desde 2005) é time reserva do clube de futebol alemão Fußball-Club Bayern München. Atualmente o disputa a  Regionalliga (corresponde a 4ª divisão do futebol alemão), que é a divisão máxima permitida para times reservas na Alemanha.

## Títulos
- 3. Liga: 2019-20
- IFA Shield: 2005.
- Regionalliga Süd: 2004.
- Copa da Bavária: 2002.
- Copa Oberbayern: 1995, 2001, 2002.
- Landesliga Bayern-Süd: 1967, 1973.
- 2nd Amateurliga Bayern: 1956.

## Elenco atual
Atualizado dia 22 de agosto de 2016.
Legenda
- : Capitão
- : Jogador suspenso
- : Jogador lesionado

## Jogadores notáveis
- Thorsten Fink
- Dietmar Hamann
- Owen Hargreaves
- Mats Hummels
- Toni Kroos
- Philipp Lahm
- Christian Lell
- Thomas Linke
- Andreas Ottl
- Thomas Müller
- Georg Niedermeier
- Michael Rensing
- Bastian Schweinsteiger
- Piotr Trochowski
- Christian Ziege
- Alou Diarra
- José Paolo Guerrero
- David Jarolím
- Samuel Kuffour